# Marchemaisons
Marchemaisons ist eine Gemeinde im französischen Département Orne in der Normandie und liegt am Flüsschen Tanche. Sie gehört zum Arrondissement Alençon und zum Kanton Écouves. Nachbargemeinden sind Aunay-les-Bois im Nordwesten, Saint-Aubin-d’Appenai im Nordosten und im Osten, Saint-Léger-sur-Sarthe im Südosten und Les Ventes-de-Bourse im Südwesten.

## Bevölkerungsentwicklung
| Jahr                      | 1962 | 1968 | 1975 | 1982 | 1990 | 1999 | 2008 | 2015 | 2021 |
| ------------------------- | ---- | ---- | ---- | ---- | ---- | ---- | ---- | ---- | ---- |
| Einwohner                 | 177  | 174  | 134  | 135  | 136  | 172  | 157  | 151  | 153  |
| Quelle: Cassini und INSEE |      |      |      |      |      |      |      |      |      |

## Sehenswürdigkeiten

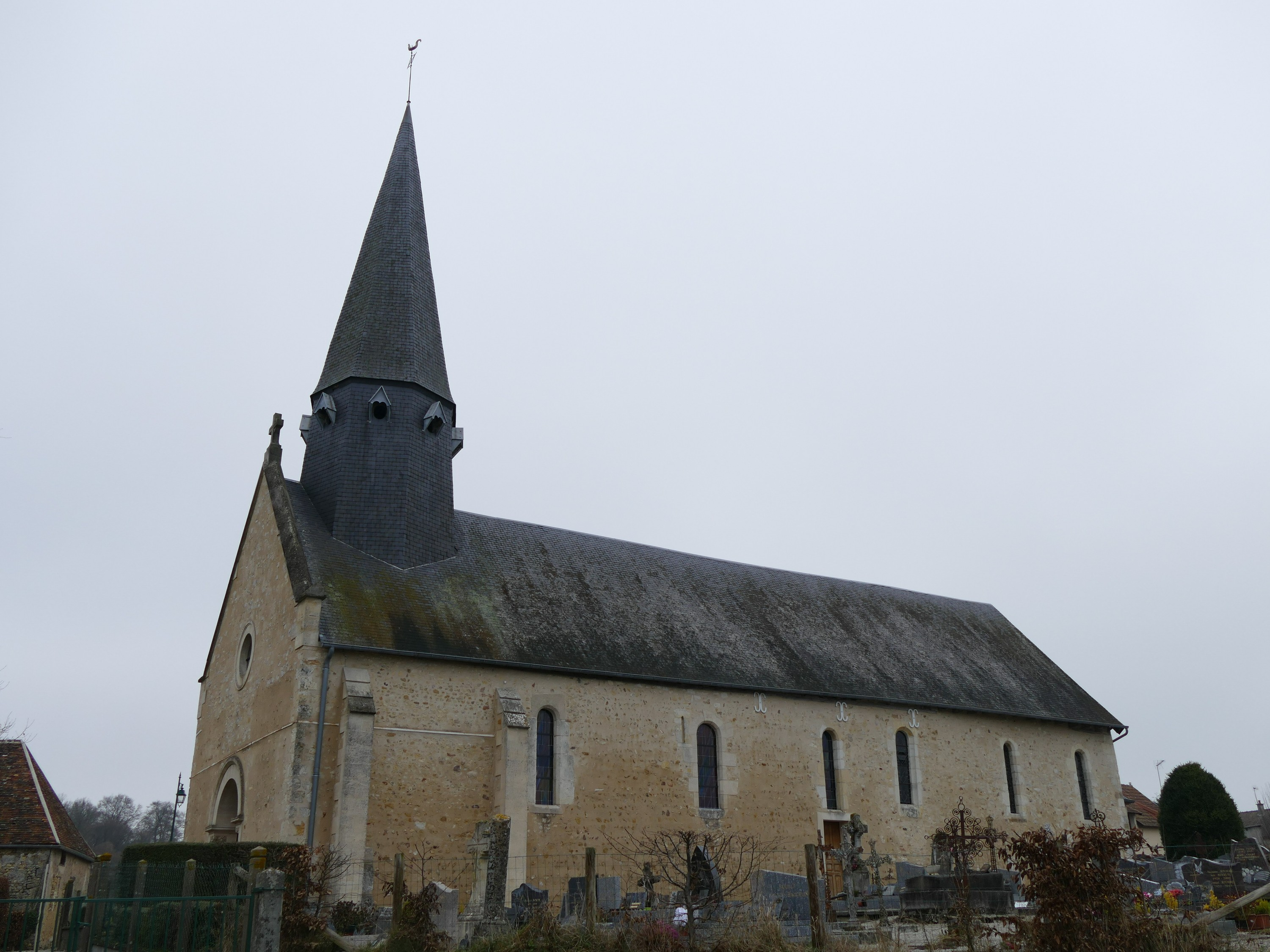
Kirche Notre-Dame

- Kirche Notre-Dame